# مرز (فیلم ۲۰۱۸)
مرز (سوئدی: Gräns) یک فیلم درام فانتزی سوئدی به کارگردانی علی عباسی محصول سال ۲۰۱۸ است. این فیلم برندهٔ جایزهٔ بخش نوعی نگاه جشنواره فیلم کن ۲۰۱۸ شد. مرز از سوی سوئد برای حضور در بخش بهترین فیلم خارجی‌زبان جوایز اسکار ۲۰۱۹ انتخاب شد، اما در جمع نامزدهای نهایی قرار نگرفت. این فیلم اما در بخش چهره‌پردازی و آرایش مو، نامزد جوایز اسکار ۲۰۱۹ شد.
فیلم بر مبنای داستان کوتاهی با عنوان «اجازه بده رویاهای قدیمی بمیرد» نوشته جان اجوید لیندکوییست ساخته شده‌است. این فیلم که در روزهای نخست جشنواره کن در بخش نوعی نگاه به نمایش درآمد موفق به کسب نظر مثبت تماشاگران و منتقدان شد.

## جوایز
| جایزه                     | تاریخ مراسم     | دسته                         | دریافت‌کننده(ها)                                                | نتیجه    | منابع                     |
| ------------------------- | --------------- | ---------------------------- | -------------------------------------------------------------- | -------- | ------------------------- |
| جایزه اسکار               | ۲۴ فوریه ۲۰۱۹   | بهترین چهره‌پردازی و آرایش مو | Göran Lundström و Pamela Goldammer                             | نامزدشده | [ ۶ ]                     |
| جشنواره بین‌المللی فیلم کن | ۸–۱۹ مه ۲۰۱۸    | نوعی نگاه                    | علی عباسی                                                      | برنده    | [ ۷ ]                     |
| گلدباگن                   | ۲۸ ژانویه ۲۰۱۹  | بهترین فیلم                  | Nina Bisgaard, Piodor Gustafsson و Petra Jönsson (تهیه‌کنندگان) | برنده    | [ ۸ ] [ ۹ ] [ ۱۰ ] [ ۱۱ ] |
| گلدباگن                   | ۲۸ ژانویه ۲۰۱۹  | بهترین کارگردان              | علی عباسی                                                      | نامزدشده | [ ۸ ] [ ۹ ] [ ۱۰ ] [ ۱۱ ] |
| گلدباگن                   | ۲۸ ژانویه ۲۰۱۹  | بهترین بازیگر نقش اصلی زن    | Eva Melander                                                   | برنده    | [ ۸ ] [ ۹ ] [ ۱۰ ] [ ۱۱ ] |
| گلدباگن                   | ۲۸ ژانویه ۲۰۱۹  | بهترین بازیگر نقش مکمل مرد   | ارو میلونوف                                                    | برنده    | [ ۸ ] [ ۹ ] [ ۱۰ ] [ ۱۱ ] |
| گلدباگن                   | ۲۸ ژانویه ۲۰۱۹  | بهترین فیلمنامه              | علی عباسی، ایسابلا ایکلوف و John Ajvide Lindqvist              | نامزدشده | [ ۸ ] [ ۹ ] [ ۱۰ ] [ ۱۱ ] |
| گلدباگن                   | ۲۸ ژانویه ۲۰۱۹  | بهترین تدوین                 | Olivia Neergaard-Holm و Anders Skov                            | نامزدشده | [ ۸ ] [ ۹ ] [ ۱۰ ] [ ۱۱ ] |
| گلدباگن                   | ۲۸ ژانویه ۲۰۱۹  | بهترین صداگذاری              | Christian Holm                                                 | برنده    | [ ۸ ] [ ۹ ] [ ۱۰ ] [ ۱۱ ] |
| گلدباگن                   | ۲۸ ژانویه ۲۰۱۹  | بهترین چهره‌پردازی و آرایش مو | Göran Lundström, Pamela Goldammer و Erica Spetzig              | برنده    | [ ۸ ] [ ۹ ] [ ۱۰ ] [ ۱۱ ] |
| گلدباگن                   | ۲۸ ژانویه ۲۰۱۹  | بهترین جلوه‌های ویژهٔ بصری     | Peter Hjorth                                                   | برنده    | [ ۸ ] [ ۹ ] [ ۱۰ ] [ ۱۱ ] |
| جشنواره فیلم لس آنجلس     | ۲۸ سپتامبر ۲۰۱۸ | جایزهٔ ادبیات داستانی جهان    | مرز                                                            | برنده    | [ ۱۲ ]                    |